# Szélesfejű potoró
A szélesfejű potoró (Potorous platyops) az emlősök (Mammalia) osztályának az erszényesek (Marsupialia) alosztályágához, ezen belül a diprotodontia rendjéhez és a patkánykenguru-félék (Potoroidae) családjához tartozó kihalt faj.

## Elterjedése
Ausztrália területén, North West Cape területén élt. Száraz síkságok lakója volt.

## Megjelenése
Hossza 24 centiméter, ebből a farok 18 centiméteres. Szőrzete szürke, hasán fehér. Rovarokkal táplálkozott.

## Kihalása
Kihalását a betelepített állatok és az élőhely eltűnése okozta.